# TI-59

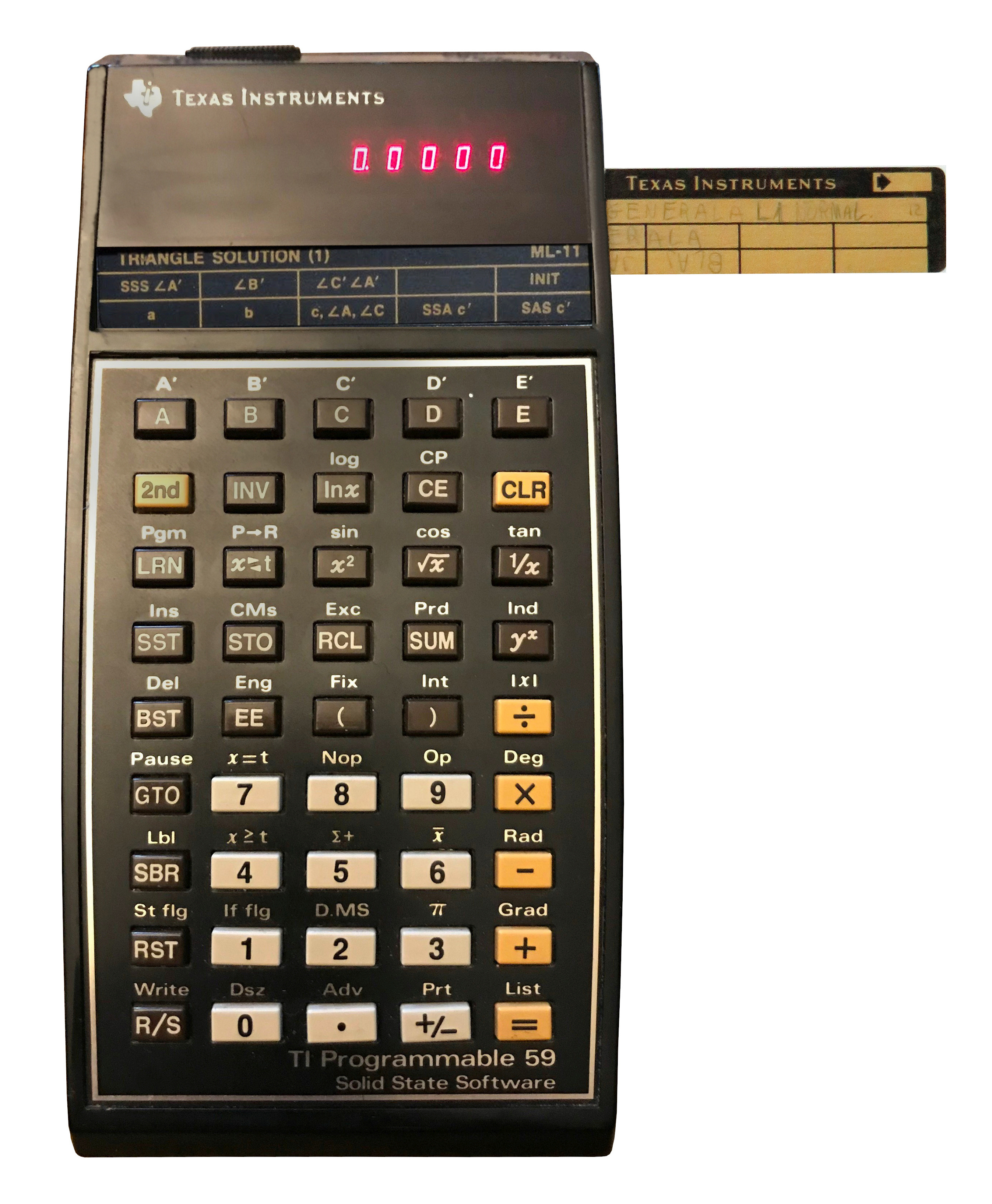
TI-59 mágneskártyával

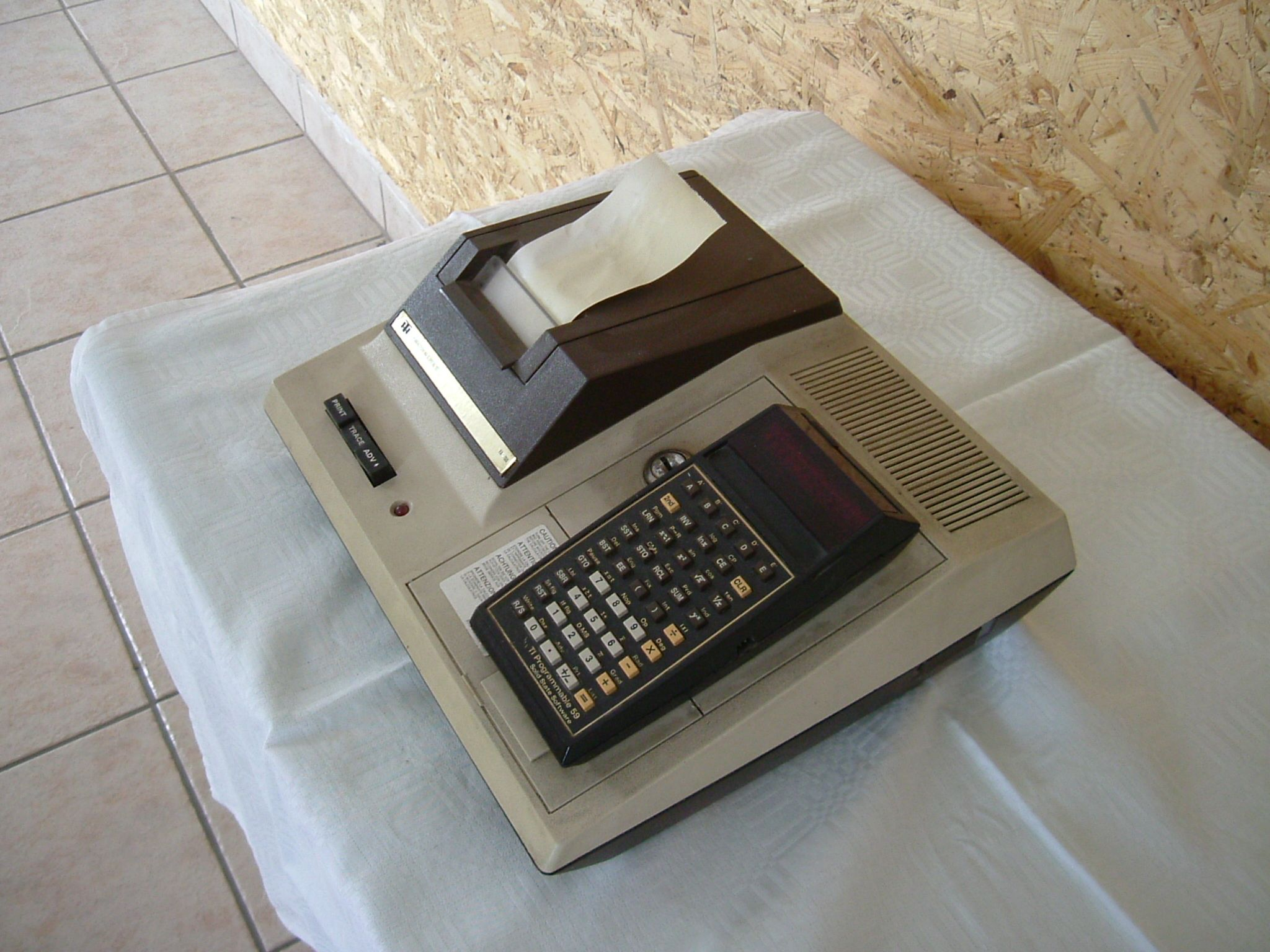
TI-59 saját hőnyomtatós printerén

A TI-59 a Texas Instruments egy programozható zsebszámológépe volt, melyet 1977-től gyártottak 1983-ig. A számológép amellett, hogy egy tudományos zsebszámológép összes funkciója a billentyűzetén keresztül elérhető volt, egy hozzá csatlakoztatható ROM modul programokat tartalmazott összesen 5000 lépés kapacitással, beépített RAM-jában 160 lépésből álló felhasználói program és 100 adat vagy 960 programlépés adatok nélkül volt tárolható és a programot, illetve az adatokat egy speciális kisméretű mágneskártyán lehetett tárolni. Az eszköz tulajdonképpen egy kis teljesítményű számítógép volt, népszerűségét tudományos és mérnöki számításoknál viszonylag alacsony ára mellett az biztosította, hogy a felhasználók számára áthidalta a szakadékot, mely az egyszerű zsebszámológépek és a professzionális számítástechnika között húzódott.
A TI-59 volt az egyik első LED kijelzős számológép, alfanumerikus kijelzője 10 számjegyet mutatott, de a belső számábrázolás 13 jegyre terjedt ki. A gépet hálózati adapterről vagy belső NiCd cserélhető akkumulátorokról lehetett táplálni. A számítógéphez különálló hőnyomtatót is be lehetett szerezni.
A számológépet Magyarországon a Híradástechnika Szövetkezet gyártotta PTK-1096 típusjelzéssel.

## Programozás
A programozáshoz a számítógépet programozási módba kellett kapcsolni, ettől kezdve a billentyűzet szolgált a programlépések bevitelére. A gép lehetővé tette szubrutinok írását és beépítését egy programba, akkor is, ha azt a beégetett modul tartalmazta. A számológépre igen sok közhasznú programot írtak, melyek mágneskártyán vagy nyomtatott sajtóban megjelenő programlistákon keresztül voltak elérhetők.

### Programozási példa
Az alábbi egyszerű példa egy 2 és 69 közé eső egész szám faktoriálisát számítja ki. A kész program használatakor 5! kiszámításához be kell billentyűzni az "5" számot és "A" betűt, a gép kijelzi az eredményt.
```
Kód          magyarázat
```

```
LBL A          
a programot az "A" billentyűvel lehet majd hívni'

STO 01         
az "n" értéket az "1" regiszterben tárolja

1              
1-gyel kezd

LBL B          
a ciklus kezdete

*              
szoroz

RCL 01         
"n"-szer

DSZ 1 B        
"n" értékét csökkenti eggyel amíg "n" = 0 és visszatér "B"-hez

=              
vége a ciklusnak, a gép kiszámította az 1*n*(n-1)*...2*1=n!

INV SBR        
vége az eljárásnak
```

## Memória
A TI-59 az akkori időkben nagynak számító RAM-al rendelkezett, lehetővé téve 960 felhasználói programlépés vagy 100 szám tárolását (a két területet lépcsőzetesen fel lehetett osztani a kívánalmaknak megfelelően). A gép kikapcsolásakor a RAM-ban tárolt információ elveszett.

## Mágneskártya
A programokat és adatokat kis mágneskártyákon lehetett tárolni, így a gép kikapcsolása után is megőrizhetők és szükség esetén visszatölthetők voltak. A mellékelt klip a kártyaolvasó működését szemlélteti. 

## Külső hivatkozások
- TI-59 honlap
- TI-59 könyvtár
- TI-59 a DataMath.org-on
- TI-59 a MyCalcDB-om (a 70-es és 80-as évek zsebszámológépei adatbázisa)
- TI-59, TI-58C, TI-58 német nyelvű dokumentáció
- Emulator TI-58C for Windows